# Пинильос (Колумбия)
Пинильос (исп. Pinillos) — город и муниципалитет на севере Колумбии, на территории департамента Боливар.

## История
Поселение, из которого позднее вырос город, было основано в 1842 году. Муниципалитет Пинильос был выделен в отдельную административную единицу в 1848 году. Первоначально город назывался Лас-Плаяс-де-Пуэбло-Нуэво (Las Playas de Pueblo Nuevo. В 1846 году город получил своё современное название, связанное с именем испанского филантропа Педро Мартинеса де Пинильоса (Pedro Martínez de Pinillos).

## Географическое положение

Муниципалитет Пинильос

Город расположен в центральной части департамента, на правом берегу реки Магдалена, севернее места впадения в неё реки Каука, на расстоянии приблизительно 194 километров к юго-востоку от города Картахена, административного центра департамента. Абсолютная высота — 19 метров над уровнем моря.

Муниципалитет Пинильос граничит на северо-западе с территорией муниципалитета Санта-Крус-де-Момпос, на северо-востоке — с муниципалитетами Сан-Фернандо, Атильо-де-Лоба (западная часть) и Маргарита, на востоке — с муниципалитетами Альтос-дель-Росарио и Барранко-де-Лоба, на юге — с муниципалитетом Тикисио, на западе — с муниципалитетами Ачи и Маганге. Площадь муниципалитета составляет 723 км².

## Население
По данным Национального административного департамента статистики Колумбии, совокупная численность населения города и муниципалитета в 2015 году составляла 24 923 человек.
Динамика численности населения муниципалитета по годам:
| 2005   | 2006   | 2007   | 2008   | 2009   | 2010   | 2011   | 2012   | 2013   | 2014   | 2015   |
| ------ | ------ | ------ | ------ | ------ | ------ | ------ | ------ | ------ | ------ | ------ |
| 22 801 | 22 987 | 23 149 | 23 322 | 23 515 | 23 721 | 23 942 | 24 179 | 24 428 | 24 666 | 24 923 |

Согласно данным переписи 2005 года мужчины составляли 54,1 % от населения Пинильоса, женщины — соответственно 45,9 %. В расовом отношении белые и метисы составляли 85,5 % от населения города; негры, мулаты и райсальцы — 14,5 %.
Уровень грамотности среди всего населения составлял 77,8 %.

## Экономика
Основу экономики Пинильоса составляет скотоводство.

73,4 % от общего числа городских и муниципальных предприятий составляют предприятия торговой сферы, 12,4 % — предприятия сферы обслуживания, 11,9 % — промышленные предприятия, 2,3 % — предприятия иных отраслей экономики.